# Mazara del Vallo
Mazara del Vallo es un municipio perteneciente a la provincia de Trapani, en Sicilia. Es uno de los principales puertos marítimos de Italia y tiene más de 50.000 habitantes.
Mazara tiene un gran interés turístico gracias a sus monumentos y obras de arte como la estatua del Sátiro danzante, el Arco Normando y varias iglesias.

## Enlaces externos

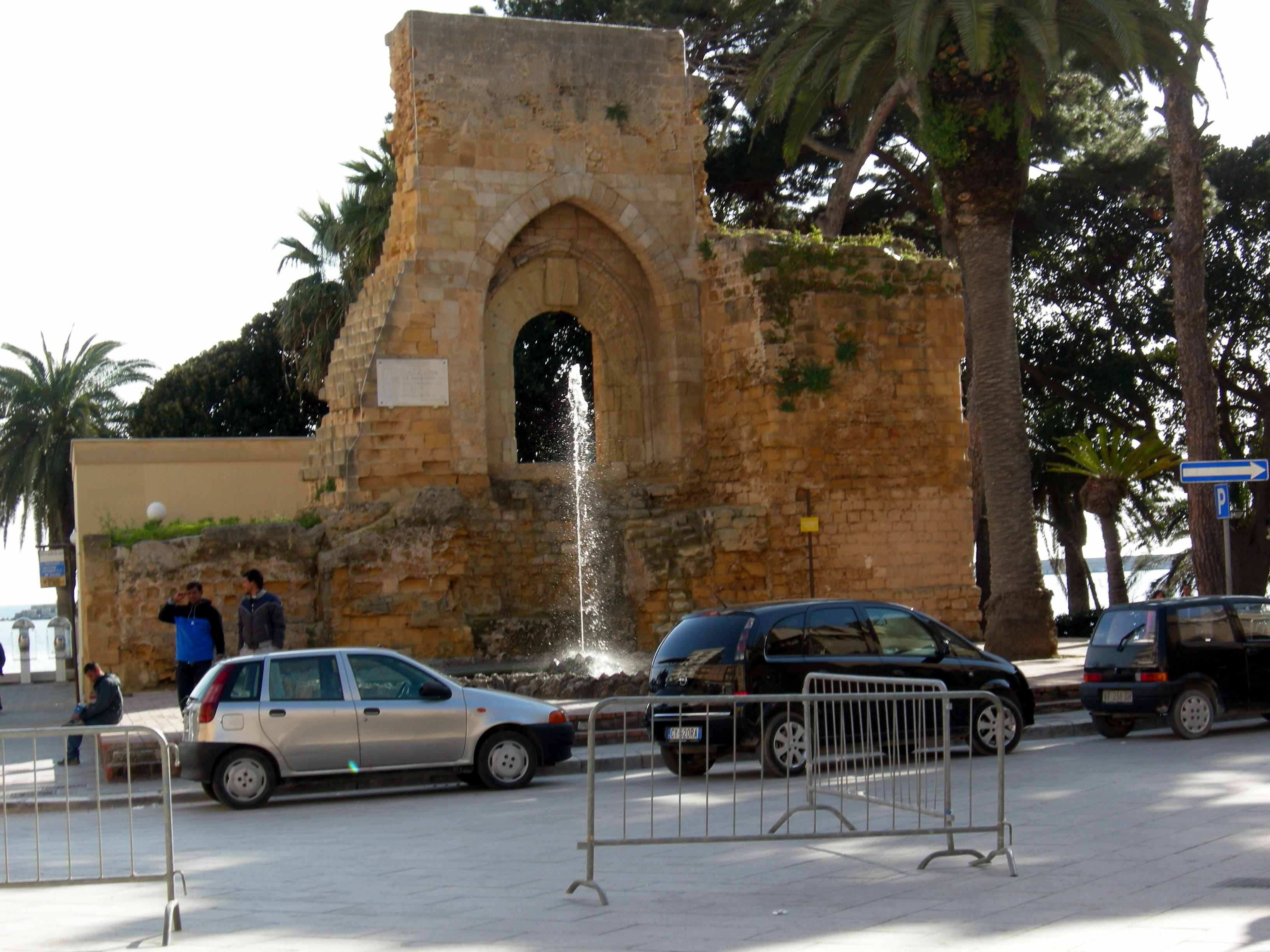
Arco normando de Mazara.

## Evolución demográfica
| Gráfica de evolución demográfica de Mazara del Vallo entre 1861 y 2007 |
|                                                                        |
| Fuente ISTAT - elaboración gráfica de Wikipedia                        |